# Šen-cung (Sung)
Šen-cung (čínsky pchin-jinem Shénzōng, znaky 神宗; 25. května 1048 – 1. dubna 1085), vlastním jménem Čao Čung-čen (čínsky pchin-jinem Zhào Zhòngzhēn, znaky zjednodušené 赵仲鍼, tradiční 趙仲鍼), od roku 1063 Čao Sü (čínsky pchin-jinem Zhào Shǔ, znaky zjednodušené 赵顼, tradiční 趙頊) z dynastie Sung v letech 1067–1085 vládl čínské říši Sung. Byl nástupcem císaře Jing-cunga.

## Vláda
Šen-cung podpořil „Novou politiku“ prosazovanou skupinou reformátorů v čele s Wang An-š'em jmenovaným do čela vlády. Wang se snažil zlepšit situaci rolníků a nezaměstnaných, kvůli čemuž je občas považován za předchůdce moderního sociálního státu.
Císař se také snažil oslabit stát Západní Sia a přikázal sungské armádě zaútočit v Kan-su. Číňané byli zprvu úspěšní, ale během bitvy o město Jung-le roku 1082 byli poraženi. Stát Západní Sia poté zesílil a zůstal i během následujících desetiletí trnem v oku sungské říše.
Za vlády Šen-cunga S'-ma Kuang, ministr studující historii předešlých tisíciletí, napsal velmi vlivnou historickou práci Úplné zrcadlo k ilustraci vlády (資治通鑒, C'-č' tchung-ťien) popisující čínskou historii od roku 403 př. n. l. do nástupu Sungů. Jinou významnou literární událostí Šen-cungovy vlády bylo vydání kompilace Sedmi vojenských klasiků (údajné diskuze mezi tchangským císařem Tchaj-cungem a jeho generálem Li Wej-kungem).
Šen-cung zemřel roku 1085 v šestatřiceti letech, jeho chrámové jméno Šen-cung (神宗) znamená „Božský předek“. Na císařský trůn po něm nastoupil jeho syn Če-cung.

## Rodina
Hodnost císařovny držela první manželka Šen-cunga příjmením Siang (向, 1047–1102), posmrtným jménem císařovna Čchin-šeng sien-su (欽聖獻肅皇后), později získaly status císařovny ještě matky císařů Če-cunga a Chuej-cunga. Celkem měl Šen-cung čtrnáct manželek, které mu daly čtrnáct synů, osm z nich však zemřelo v dětství:
- Čao I (趙佾, 1069–1069), kníže z Čcheng (成王), zemřel dvanáct dní po narození;
- Čao Ťin (赵僅, 1071–1071), kníže z Chuej (惠王), zemřel dva dny po narození;
- Čao Ťün (赵俊, 1073–1077), kníže z Tchang (唐王);
- Čao Šen (赵伸, 1074–1074), kníže z Pao (褒王), zemřel následující den po narození;
- Čao Sien (赵僩, 1074–1076), kníže z Ťi (冀王);
- Čao Jung (1076–1100), od roku 1085 císař Če-cung;
- Čao Ťie (豫价, 1077–1078), kníže z Jü (伸王);
- Čao Tchi (赵倜, 1078–1081), kníže z Sü (徐王);
- Čao Pi (赵佖, 1082–1106), kníže Žung-mu z Wu (吳荣穆王);
- Čao Wej (赵伟, 1082–1082), kníže z I (儀王);
- Čao Ťi (1082–1135), od roku 1100 císař Chuej-cung;
- Čao Jü (赵俁, 1083–1127), kníže z Jen (燕王);
- Čao S’ (赵似, 1083–1106), kníže Žung-sien z Čchu (楚荣宪王);
- Čao S’ (赵偲, 1085–1129), kníže z Jüe (越王).

Císaři se též narodilo deset dcer.